# Slobodište
Koordinaten: 43° 33′ 35″ N, 21° 19′ 56″ O
Slobodište ist ein Mahnmal für die während der Okkupation Jugoslawiens im Zweiten Weltkrieg ermordeten Personen. Das Mahnmal liegt südwestlich der Stadt Kruševac in Serbien. Es besteht aus einem Park von 80 Hektar Größe mit verschiedenen Skulpturen. Realisiert wurde das Mahnmal von Bogdan Bogdanović nach einem Konzept von Dobrica Ćosić zwischen 1960 und 1965. Das Mahnmal soll an die vielen hundert an dieser Stelle ermordeten Personen, meist Zivilisten aus Kruševac, aber auch andere Kriegsgefangene, erinnern. Diese wurden von den Deutschen im Zuge von Vergeltungsmaßnahmen und zur Einschüchterung der Zivilbevölkerung dort exekutiert. Das Mahnmal besteht aus der Kapija Sunca (Sonnentor), dolina pošte (Tal der Ehre) mit 12 stilisierten Steinvögeln und der dolina živih (Tal der Lebenden) mit einem Amphitheater.

## Galerie

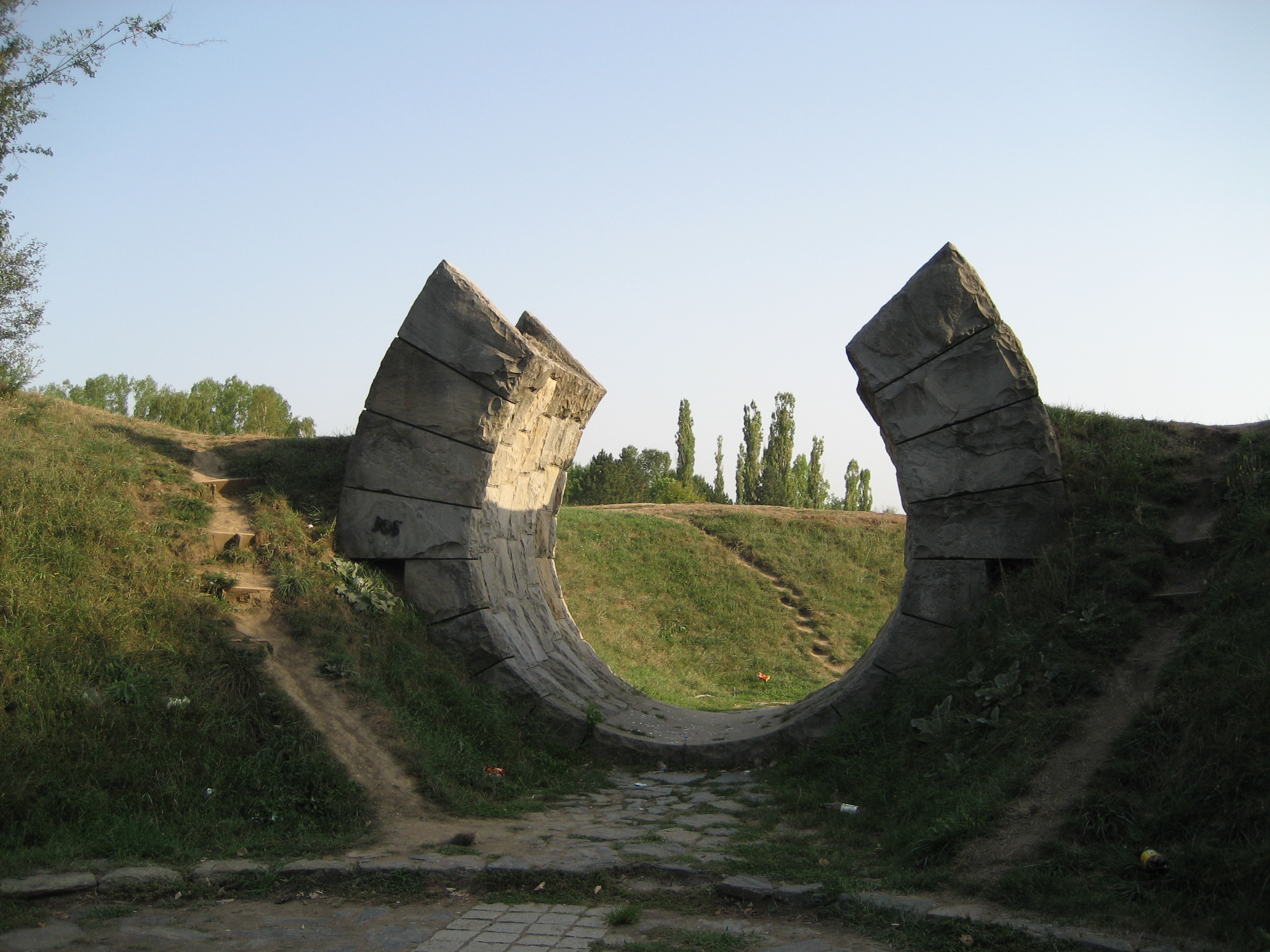
Kapija Sunca
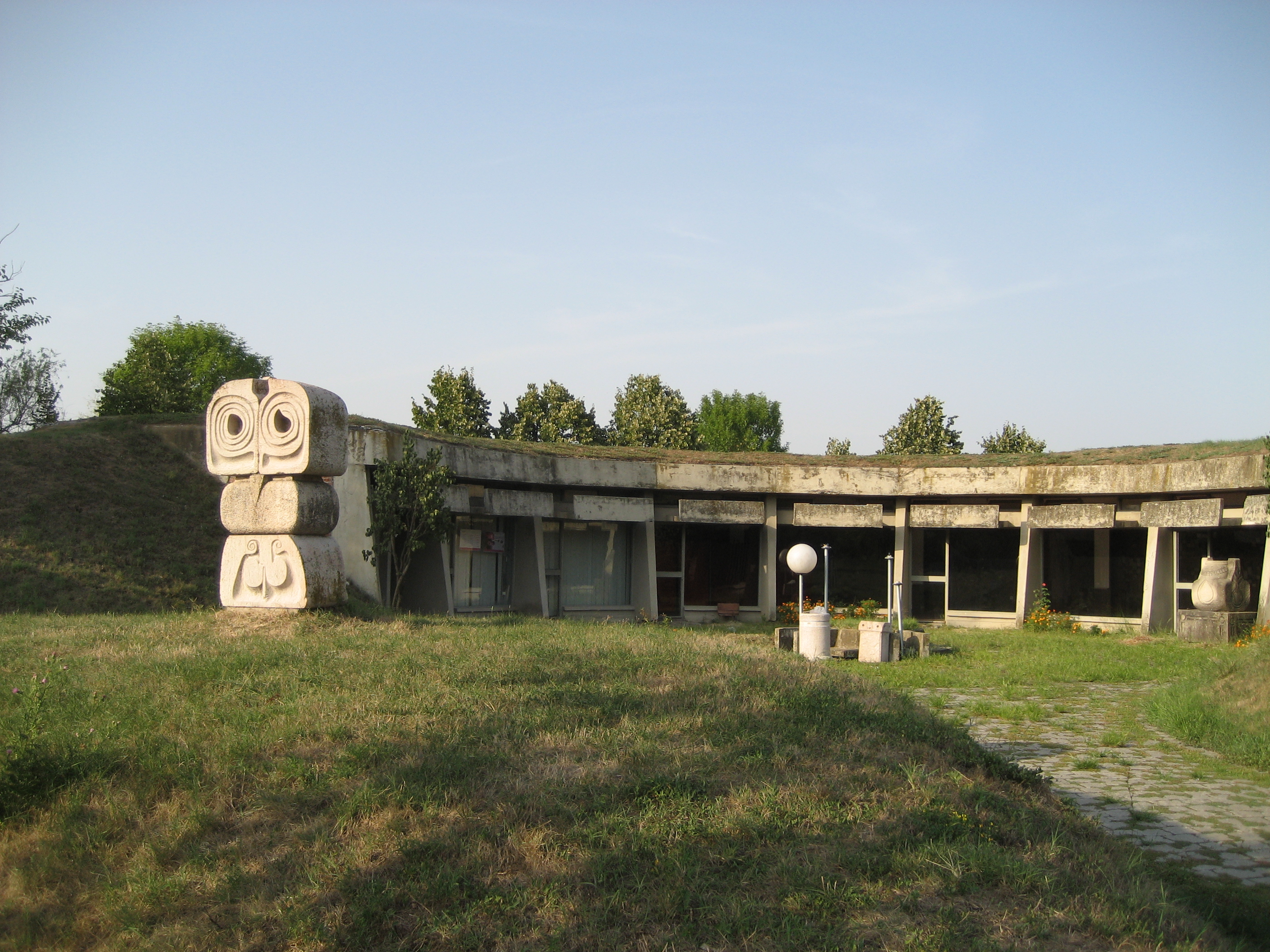
Infocenter
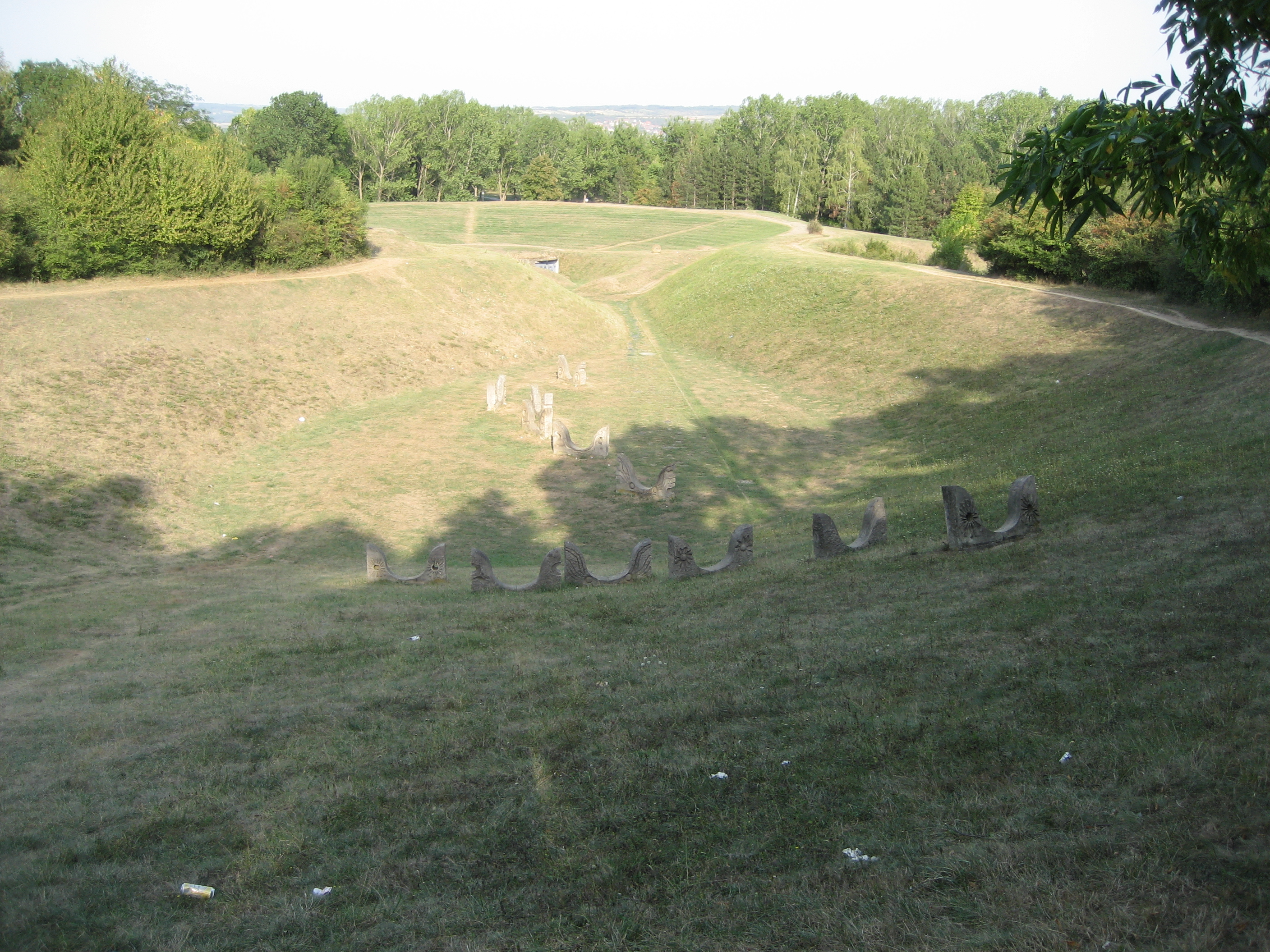
Dolina pošte